# El Bulli

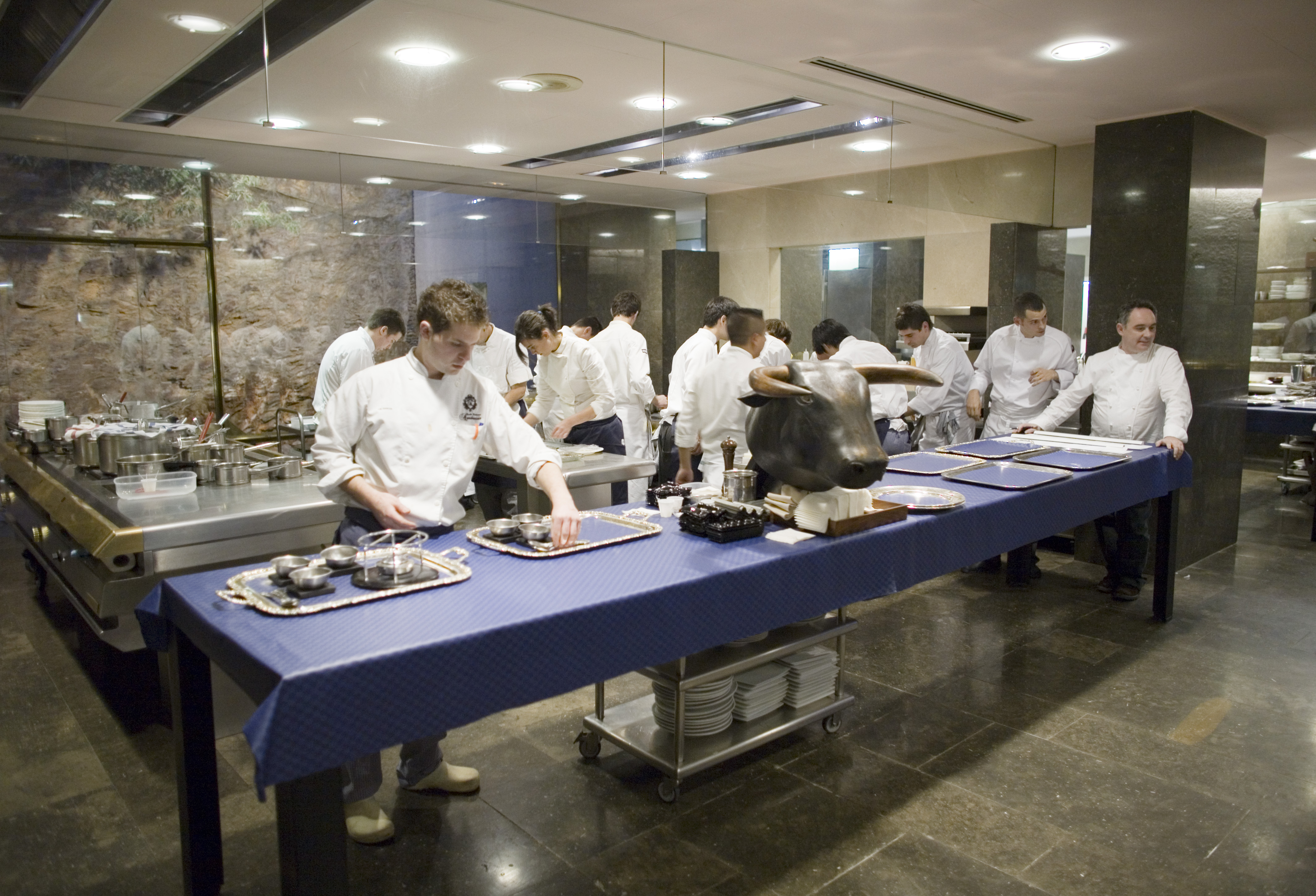
Cuisine d’elBulli.

elBulli (selon sa propre graphie) est un restaurant situé à Roses, en Catalogne, en Espagne. Dirigé par le chef Ferran Adrià, il est connu pour son inventivité et son utilisation intensive de la gastronomie moléculaire.
Fondé en 1961, ce restaurant de luxe a été classé trois étoiles au Guide Michelin. Il a fermé ses portes le 30 juillet 2011.
Il a rouvert en tant que musée en juin 2023 sous le nom elBulli1846'.

## Présentation
Le restaurant est saisonnier : par exemple, pour 2010, il est ouvert du 15 juin au 20 décembre. Les réservations pour l'année suivante sont prises le lendemain de la fermeture. Chaque année, le restaurant enregistre 2 millions de demandes de réservation pour 8 000 couverts. L'addition moyenne est de 250 euros. Le restaurant lui-même est déficitaire depuis 2000, et les bénéfices viennent des livres associés et des conférences que donne Ferran Adrià,.
En avril 2008, le restaurant employait 42 chefs.
Restaurant a classé elBulli premier de sa liste des 50 meilleurs restaurants du monde à cinq reprises (2002, 2006, 2007, 2008 et 2009), ce qui constitue un record ; le restaurant est classé deuxième en 2010,,.

## Histoire
L'emplacement d'elBulli a été choisi en 1961 par le docteur Hans Schilling, un Allemand, et son épouse tchèque Marketta. Le nom elBulli vient des bouledogues des Schilling. Le restaurant ouvre en 1964. Il obtient sa première étoile Michelin, en 1976, sous le chef français Jean-Louis Neichel.
Ferran Adrià rejoint les cuisines en 1984, et devient chef exécutif en 1987. Le restaurant obtient sa deuxième étoile en 1990, et sa troisième en 1997.
elBulli publie des livres sur son histoire, son menu, et sa philosophie depuis 1993 en grand format (parfois avec CD-ROM), et en petit format pour les ventes dans les grandes surfaces. Ferran Adrià, Juli Soler et Albert Adrià ont publié Une journée à elBulli, en 2008. Ce livre décrit 24 heures de la vie d’elBulli en photos, avec commentaires et recettes. Dans son émission No Reservations, le chef Anthony Bourdain l'a décrit ainsi : « Son livre est un catalogue incroyablement beau de ses dernières créations ici… Partout dans le monde, les chefs pâtissiers, en voyant ce livre, vont être pétrifiés d'effroi et d'admiration. J'ai de la compassion pour eux ; comme Eric Clapton voyant Jimi Hendrix pour la première fois, on s'imagine qu'ils se demandent : “Et maintenant, je fais quoi, moi ?” »
Le restaurant a fermé ses portes le 30 juillet 2011.

### Musée
En 2023 ouvre elBulli1846, un musée avec des documents inédits et des notes des chefs Adrià et Juli Soler,.

## Filmographie
- Documentaire
  - elBbulli. Les secrets du restaurant le plus innovant du monde, réalisé par Gereon Wetzel et sorti le 12 octobre 2011.